# Isaak Dunayevsky

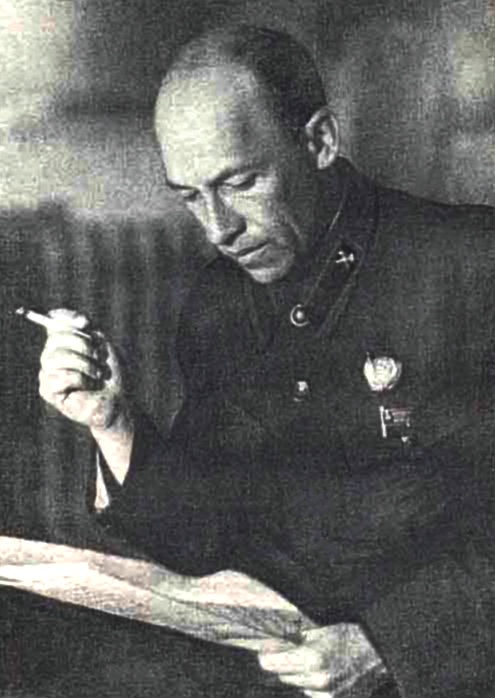
Isaak Dunayevski

Isaak Osipovich Dunayevsky (en ruso: Исаак Осипович Дунаевский Oírⓘ; también transliterado como Dunaevski o Dunaevskiy; 30 de enero de 1900 – 25 de julio de 1955) fue un compositor y director de cine soviético de las décadas de 1930 y 1940, que compuso música para operetas y comedias cinematográficas, trabajando frecuentemente con el director de cine Grigori Aleksandrov.  

## Biografía
Nació en una familia judía en Lokhvytsia en la gobernación de Poltava del Imperio Ruso (ahora Myrhorod Raion, Óblast de Poltava, Ucrania ) en 1900. Estudió en la Escuela Musical de Járkov en 1910, donde estudió violín con Konstanty Gorski y Joseph Achron. Durante este período comenzó a estudiar teoría musical con Semyon Bogatyrev (1890-1960). Se graduó en 1919 en la Universidad Nacional de Artes Kotlyarevsky de Járkov. Al principio fue violinista y director de orquesta en Járkov. Luego comenzó una carrera de dirección. En 1924 viajó a Moscú para dirigir el Teatro Hermitage. En 1929 trabajó por primera vez en un music hall ("Al lugar helado") con el music hall de Moscú. Posteriormente, trabajó en Leningrado (1929-1941) como director y director de orquesta del Music Hall de San Petersburgo (1929-1934), y luego se mudó a Moscú para trabajar en sus propias operetas y música de cine.
Escribió 14 operetas, 3 ballets, 3 cantatas, 80 coros, 80 canciones y romances, música para 88 obras de teatro y 42 películas, 43 composiciones para orquesta de música ligera y 12 para orquesta de jazz, 17 melodeclamaciones, 52 composiciones para orquesta sinfónica y 47 para piano. composiciones y un cuarteto de cuerda.
Fue uno de los primeros compositores de la Unión Soviética en empezar a utilizar el jazz. Escribió la música para tres de las películas más importantes de la era estalinista de antes de la guerra, Jolly Fellows, Circus y la película considerada la favorita de Stalin, Volga-Volga, todas dirigidas por Grigori Aleksandrov.
En una respuesta al libro británico The World of Music, enumeró las siguientes como sus obras principales: La opereta del Valle Dorado (1937), La opereta El viento libre (1947) y la música de las películas Circus (1935) y Los cosacos de Kuban. (1949).
Murió de un infarto en Moscú en 1955. Su última pieza, la opereta Acacia blanca (1955), quedó inacabada a su muerte. Fue completado por Kirill Molchanov y representado el 15 de noviembre de 1955 en Moscú.
Posteriormente se encontró en su archivo un libreto de ópera previamente desconocido Rachel (1943) de Mijaíl Bulgákov. El libreto se basó en Mademoiselle Fifi de Guy de Maupassant y fue publicado en un libro de Naum Shafer (ver referencias y enlaces a continuación).
En 1961 se publicó un libro de sus ensayos y memorias.

## Honores
Fue nombrado Artista del Pueblo de la RSFSR en 1950. Fue galardonado dos veces con el Premio Stalin (1941, 1951) y recibió dos órdenes y muchas medallas (incluidas la Orden de la Bandera Roja del Trabajo, la Orden de la Estrella Roja y la Orden de la Insignia de Honor).

## Familia
Su hermano Semyon (1906-1986) fue director de orquesta; otro hermano, Zinovy (1908-1981), fue compositor.
Estuvo casado una vez. Tuvo un hijo, Yevgeny (n. 1932) con su esposa Zinaida Sudeikina, y otro hijo, Maksim (n. 1945) con su amante, la bailarina Zoya Pashkova (1922-30.01.1991).  Maksim también es un compositor muy conocido.
El periodista estadounidense Vladislav Davidzon es descendiente del compositor. 

## Obras
- The Tranquillity of the Faun, ballet (1924)
- Murzilka, ballet para niños (1924)
- For Us and You, opereta (1924)
- Bridegrooms (Женихи), opereta (1926)
- The Knives (Ножи), opereta (1928)
- To the icy place, opereta (1929)
- Million Langours, opereta (1932)
- Jolly Fellows (Весёлые ребята), música de cine (1934), incluido "Serdtse"
- Three Friends (Три товарища), música de cine (1935)
- Late for a Date (Девушка спешит на свидание), música de cine (1936)
- Seekers of Happiness (Искатели счастья), música de cine (1936)
- Circus (Цирк), música de cine (1936)
- The Children of Captain Grant (Дети капитана Гранта), música de cine (1936), que incluye dos canciones y la famosa obertura orquestal
- The Golden Valley (Золотая долина), opereta (1937)
- Volga-Volga (Волга-Волга), música de cine (1938)
- The Roads to Happiness (Дороги к счастью), opereta (1939)
- My Love (Моя любовь). música de cine (1940)
- Moscow, suite para voces solistas, coro y orquesta (1941)
- The Wind of Liberty (Вольный ветер), opereta (1947)
- Cossacks of the Kuban (Кубанские казаки), música de cine (1949)
- The Son of the Clown (Сын клоуна), opereta (1950)
- Glory of the Railwaymen, cantata
- Our Homeland May Flourish!, cantata
- Ballet Suite for orchestra
- Suite on Chinese themes, orquesta
- Rhapsody on Songs of the people of the Soviet Union, orquesta de jazz
- The Music Store, orquesta de jazz
- String Quartet
- Song of the Fatherland, música de cine
- Requiem, narrador y quinteto
- Song of Stalin, coro y orquesta
- White Acacia (Белая акация), opereta (1955, completada por Kirill Molchanov)
- Quiet, Everything Quiet (Тихо, всё тихо), la melodía de despedida de la televisión soviética hasta 1991

También:
- Canciones
- Piezas para orquesta de cámara
- Música incidental para teatro y cine.